# Patrick Modiano
Patrick Modiano (Boulogne-Billancourt, 1945. július 30. –) irodalmi Nobel-díjas francia író, Marie Modiano, anglofón énekesnő apja.

## Élete
Anyja, a félig magyar Louisa Colpijn belga flamand színésznő, apja Albert Modiano Szalonikiből származó neves szefárd zsidók leszármazottja, aki Olaszországból került Franciaországba. A szülők Párizsban a második világháború alatt találkoztak. Albert Modiano megtagadta a sárga csillag viselését, és illegalitásba vonult a deportálás elől. A feketepiacon üzletelt, és abból tartotta fenn magát. Az üldöztetése miatt a német megszállás idején félig-meddig titokban kellett tartania a kapcsolatát Louisával. Ebből a kapcsolatból született gyermekük, Patrick.
Patrick Modiano gyerekkora különleges volt, hiszen anyja révén a holland lett az első nyelv, amit megtanult. A thônes-i Szent József kollégiumban, majd a párizsi IV. Henrik Gimnáziumban tanult, ahol az érettségi vizsgát is letette. Nem szándékozott továbbtanulni, csak az irodalom érdekelte. Ennek megfelelően 1967 óta kizárólag az irodalomnak él hivatásos regényíróként. 1968-ban jelent meg első regénye, a La Place de l’Étoile.

## Írásművészete
Eleinte Modiano figyelme két fő témára irányult: az egyik az önazonosság keresése, a káosz megértésének lehetetlensége és a társadalom változásainak kérdésköre. Az elbeszélőt majdnem mindig megfigyelőként ábrázolja, aki magyarázatot próbál találni az előtte feltáruló eseményekre, és aki ezután a részletekből fel tudja építeni saját öntudatát, meg tudja határozni saját magát. Néha Modiano az emlékek mesteri felkutatójaként mutatkozik: felfedi az először jelentéktelennek tűnő részleteket is azért, hogy összefűzze az elbeszélő saját személyével kapcsolatos információkat. A detektív és a történész keveredik néha benne.
Másik fő témája a német megszállás. Jóllehet, mivel csak 1945-ben született, nem ismerhette személyesen azt az időszakot, mégis szünet nélkül szülei életének körberajzolására törekszik.

## Díjai
1972-ben megkapta a Francia Akadémia regényeknek járó irodalmi díját a Les Boulevards de ceinture című alkotásáért, 1978-ban pedig a legrangosabb francia díjat, a Goncourt-díjat is odaítélték neki a Sötét boltok utcája (Rue des boutiques obscures) című művéért. 2014-ben az irodalmi Nobel-díjat nyerte el.
- 1968: Roger-Nimier irodalmi díj és Fénéon-díj (La Place de l'Étoile)
- 1972: Francia Akadémia regényeknek járó irodalmi nagydíja (Les Boulevards de ceinture)
- 1976: Könyvkereskedők díja (Villa Triste)
- 1978: Goncourt-díj (Rue des Boutiques obscures)
- 1984: Prince-Pierre-de-Monaco irodalmi díj
- 1996: Francia Köztársaság Becsületrendje lovagi fokozata
- 2000: Paul-Morand irodalmi nagydíj
- 2002: Charente megye európai irodalmi Jean Monnet-díja (La Petite Bijou)
- 2010: Cino Del Duca Világ Díj
- 2011: Francia Nemzeti Könyvtár Díj és Marguerite-Duras-díj
- 2012: Osztrák Állami Díj az Európai Irodalomért
- 2014: Irodalmi Nobel-díj

## Művei

### Regények, elbeszélések
- 1968 : La Place de l'Étoile (Roger-Nimier-díj és Fénéon-díj)
- 1969 : La Ronde de nuit
- 1972 : Les Boulevards de ceinture (Francia Akadémia regényeknek járó irodalmi nagydíja)
- 1974 : Lacombe Lucien (Louis Malle-lal közösen)
- 1975 : Villa triste (Könyvkereskedők díja)
- 1977 : Livret de famille
- 1978 : Rue des boutiques obscures (Goncourt-díj)
- 1981 : Une Jeunesse
- 1981: Memory Lane (Pierre Le-Tan rajzaival)
- 1982 : De si braves garçons
- 1983: Poupée blonde (Pierre Le-Tan rajzaival)
- 1985 : Quartier Perdu
- 1986 : Dimanches d'août
- 1988 : Remise de Peine
- 1989 : Vestiaire de l'enfance
- 1990: Voyage de noces
- 1991 : Fleurs de Ruine
- 1992: Un cirque passe
- 1993 : Chien de printemps
- 1996 : Du plus loin de l'oubli
- 1997 : Dora Bruder
- 1999 : Des inconnues
- 2001 : La Petite Bijou (Jean-Monnet díj)
- 2003 : Accident nocturne
- 2005 : Un pedigree
- 2006: Dans le café de la jeunesse perdue
- 2010: L'Horizon
- 2012: L'Herbe des nuits
- 2014: Pour que tu ne te perdes pas dans le quartier

### Gyermek- és ifjúsági művek
- 1986: Une aventure de Choura (Dominique Zehrfuss illusztrációival)
- 1987: Une fiancée pour Choura (Dominique Zehrfuss illusztrációival)
- 1988: Catherine Certitude (Sempé rajzaival)

### Színházi darab
- 1974: La Polka

### Esszék
- 1990: Paris Tendresse
- 1996: Elle s'appelait Françoise
- 2002: Éphéméride

## Magyarul megjelent művei
- Sötét boltok utcája; ford. Déva Mária; Magvető, Bp., 1980 (Világkönyvtár)
- Augusztusi vasárnapok; ford. V. Pánczél Éva; Elek és Társa, Bp., 1996
- Dora Bruder; ford., utószó Röhrig Eszter; Vince Kiadó, Bp., 2006
- Augusztusi vasárnapok; ford. V. Pánczél Éva; jav. kiad.; Tarandus, Győr, 2014
- A Kis Bizsu; ford., utószó Röhrig Eszter; Tarandus, Győr, 2014
- Éjfű; ford. Röhrig Eszter; Tarandus, Győr, 2014
- Catherine Certitude; ford. Pacskovszky Zsolt, versford. Lackfi János; Móra, Bp., 2015
- Nászút; ford. Gulyás Adrienn; Tarandus, Győr, 2015
- Hogy el ne tévedj; ford. Takács M. József; Tarandus, Győr, 2015
- Felejtett álom; ford. Gulyás Adrienn; Tarandus, Győr, 2017
- Alvó emlékek; ford. Gulyás Adrienn; Tarandus, Győr, 2019